# Relations entre le Canada et le Mexique
Les relations entre le Canada et le Mexique sont référence aux relations inter-états entre le Canada et les États-Unis mexicains. Les deux pays sont membres de l'Accord de libre-échange nord-américain, l'APEC, le Groupe de Lima, le Groupe des vingt, le Organisation de coopération et de développement économiques, et de l'Organisation des États américains.

## Histoire des relations
Avant que le Canada ne devienne une nation indépendante, il y avait eu des contacts antérieurs entre le Canada et le Mexique dans les années 1800. Les produits fabriqués au Canada étaient vendus au Mexique sous les logos des sociétés britanniques. Depuis son indépendance du Royaume-Uni en 1867; le Canada a tardé à établir des relations diplomatiques avec le Mexique en raison de l'expropriation pétrolière mexicaine de compagnies pétrolières étrangères en 1938. À l'époque, le Canada se sentait obligé de suivre les autres nations pour isoler le Mexique sur les plans économique et diplomatique. Les relations formelles entre les deux nations n'ont commencé que le 30 janvier 1944, au plus fort de la Seconde Guerre mondiale, à laquelle les deux pays ont participé du allié. En 1952, le Mexique a ouvert son premier consulat général à Montréal.
La toute première réunion entre les dirigeants des deux nations a eu lieu à White Sulphur Springs, Virginie-Occidentale en 1956 entre le président mexicain Adolfo Ruiz Cortines, le Premier ministre canadien Louis St-Laurent et le président américain Dwight D. Eisenhower. En 1959, le président Adolfo López Mateos a choisi de visiter le Canada lors de sa première visite officielle à l'étranger. La visite a été échangée par le Premier ministre John Diefenbaker en 1960. Depuis lors, presque tous les présidents mexicains ont visité le Canada au moins une fois et presque tous les premiers ministres canadiens se sont rendus au Mexique.
En 1968, une commission ministérielle conjointe a été créée par les deux nations pour se réunir tous les deux ans afin de discuter et d'analyser les intérêts mutuels dans la promotion du développement et l'approfondissement des relations bilatérales. En 1974, un accord a été signé entre les deux pays pour permettre aux travailleurs migrants temporaires du Mexique de travailler au Canada.

### ALENA et depuis

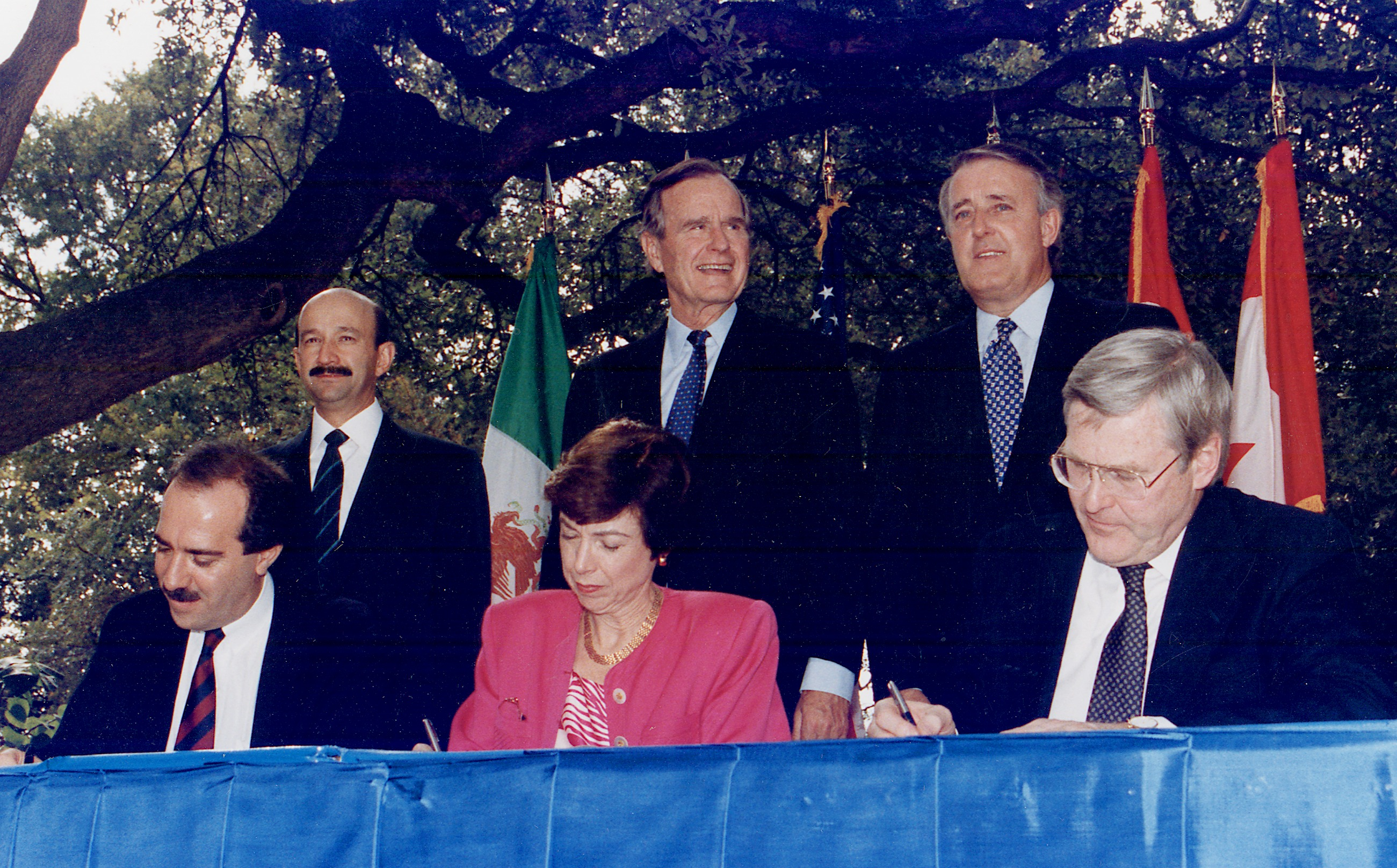
Cérémonie d'initialisation de l'ALENA, octobre 1992. De gauche à droite (debout), le président Carlos Salinas de Gortari, le président George H. W. Bush, le premier ministre Brian Mulroney. (Assis) Jaime Serra Puche, Carla Anderson Hills, Michael Wilson.

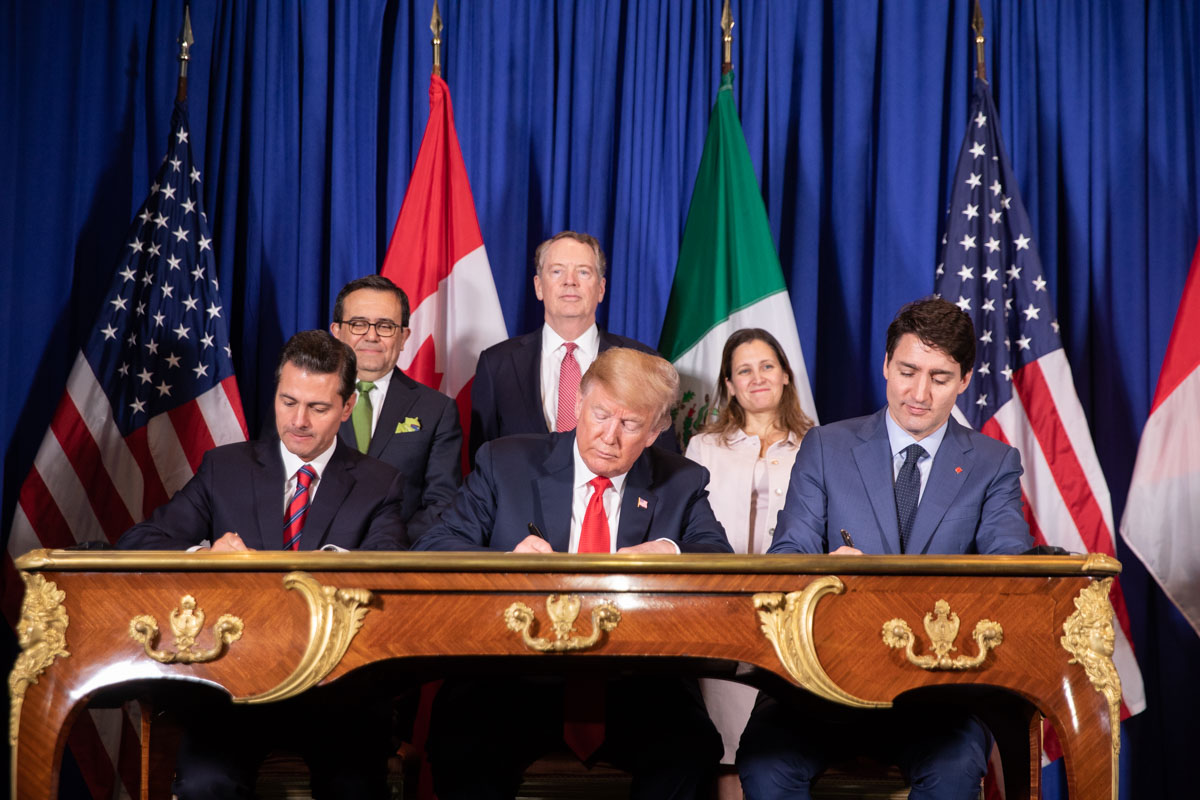
Le président Enrique Peña Nieto, le président Donald Trump et le premier ministre Justin Trudeau signent le nouvel Accord Canada–États-Unis–Mexique (CUSMA) au cours de Sommet du G20 à Buenos Aires, Argentine, le 30 novembre 2018.

En 1990, les dirigeants du Canada, du Mexique et des États-Unis ont commencé à négocier un accord de libre-échange qui serait connu sous le nom de Accord de libre-échange nord-américain (ALENA). Le Canada venait de signer un Accord de libre-échange canado-américain (ALE) en 1988 lorsque les États-Unis, sous le président George H. W. Bush, ont commencé à négocier un autre pacte avec le Mexique sous le président Carlos Salinas de Gortari. Le gouvernement canadien, dirigé par le Premier ministre Brian Mulroney, craignait que les avantages du Canada grâce à l'ALE entre le Canada et les États-Unis soient compromis et a demandé à devenir partie aux pourparlers américano-mexicains. Le résultat a été que l'ALENA a remplacé l'ancien ALE Canada-États-Unis. Un accord a été conclu entre les trois pays et l'ALENA est entré en vigueur le 1er janvier 1994. Depuis l'entrée en vigueur de l'ALENA, les deux pays sont devenus beaucoup plus importants l'un pour l'autre et collaborent souvent lorsqu'ils traitent avec les États-Unis.
Les relations entre les deux gouvernements ont été particulièrement fortes au cours de la première décennie du XXIe siècle. En octobre 2006, le président élu mexicain, Felipe Calderón, s'est rendu à Ottawa et Premier ministre Stephen Harper a assisté à l'inauguration du président Calderón. Les deux dirigeants étaient des alliés idéologiques, tous deux pro-marché conservateurs, Calderón du Parti action nationale et Harper du  Parti conservateur du Canada.
En novembre 2012, le président élu Enrique Peña Nieto a également choisi de visiter Ottawa en tant que président élu avant de prêter le serment présidentiel. Dans un éditorial du The Globe and Mail à cette occasion, Peña Nieto a qualifié la relation avant 1994 de "négligence mutuelle bénigne", mais a salué l'augmentation du commerce et des voyages entre les deux pays depuis l'ALENA. Il a appelé à une augmentation des investissements directs étrangers canadiens au Mexique, en particulier dans l'industrie pétrolière, bien qu'il ait déclaré que Pemex, la compagnie pétrolière d'État, resterait propriétaire des ressources. Il a également qualifié «de sécurité énergétique en Amérique du Nord» d'un «objectif commun» des deux pays. Il s'est également engagé à travailler pour réduire la violence liée à la drogue dans le pays et protéger les Canadiens en visite. Il a également demandé aux Canadiens de reconsidérer une décision de 2009 exigeant que les Mexicains aient un visa avant de venir au Canada.
Le 1er décembre 2016, le Canada a levé l'obligation de visa pour les citoyens mexicains. Le 30 novembre 2018, le président Enrique Peña Nieto, le premier ministre Justin Trudeau et le président américain Donald Trump ont signé l'Accord Canada–États-Unis–Mexique lors du sommet du Groupe des vingt à Buenos Aires, Argentine. Cet accord, s'il est ratifié par les trois pays, devrait remplacer l'ALENA. En décembre 2018, la gouverneure générale Julie Payette a assisté à l'investiture du président Andrés Manuel López Obrador.
En juin 2025, la présidente mexicaine Claudia Sheinbaum s'est rendue au Canada pour assister au 51e sommet du G7 à Kananaskis, Alberta. Durant son séjour, elle a rencontré le premier ministre Mark Carney.

## Visites de haut niveau

Le Premier ministre canadien Pierre Trudeau assistant au la Conférence Nord-Sud de Cancún à Cancún; 1981.

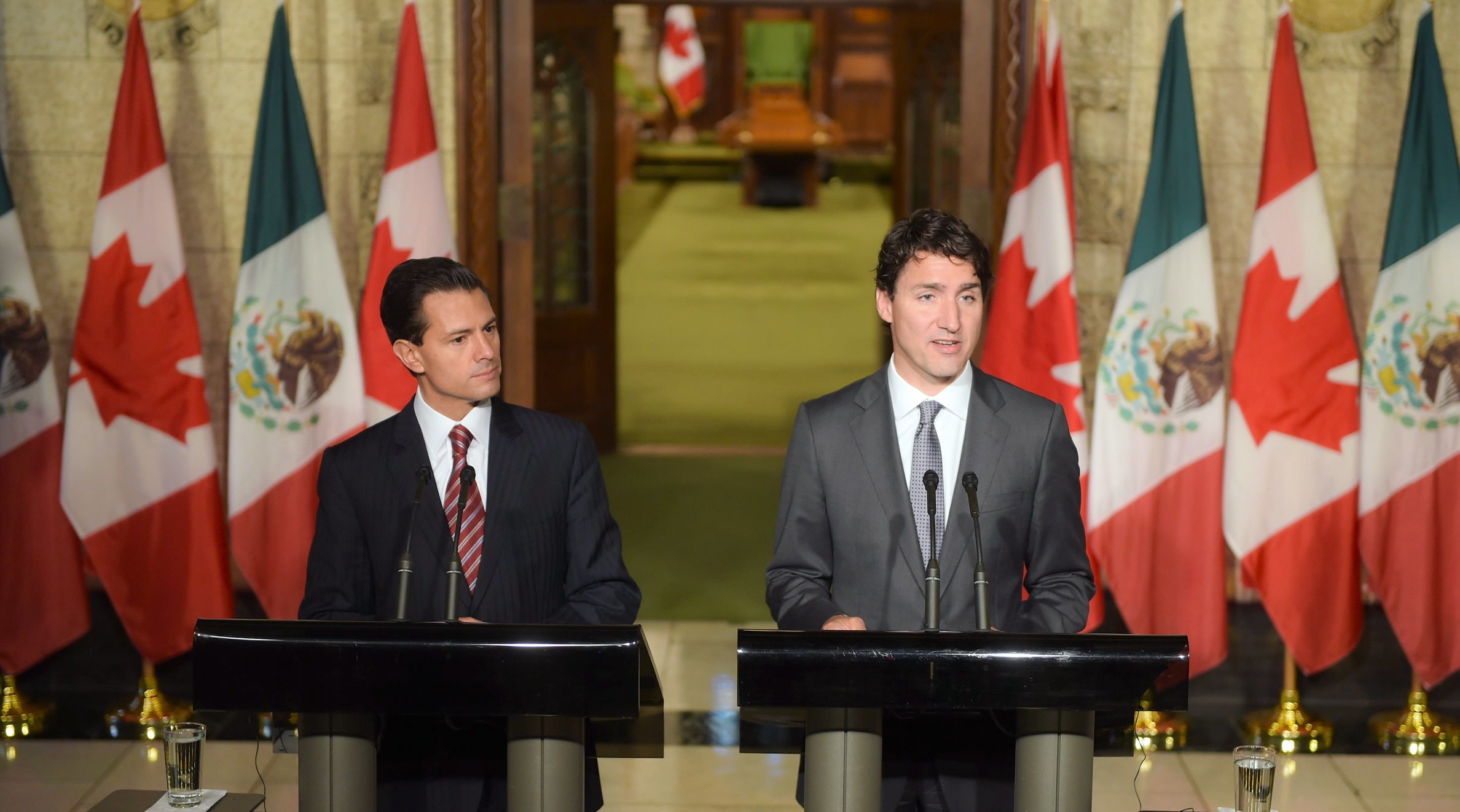
Conférence de presse entre le Premier ministre canadien Justin Trudeau et le Président mexicain Enrique Peña Nieto à Ottawa; 2016.

Visites de haut niveau du Canada au Mexique
- Premier ministre John Diefenbaker (1960)
- Premier ministre Pierre Trudeau (1974, 1976, 1981, 1982)
- Premier ministre Brian Mulroney (1990)
- Premier ministre Jean Chrétien (1994, 1999, 2002, 2003)
- Premier ministre Paul Martin (2004)
- Premier ministre Stephen Harper (2006, 2009, 2012, 2014)
- Gouverneure générale Michaëlle Jean (2009, 2010)
- Premier ministre Justin Trudeau (2017, 2023)
- Gouverneure générale Julie Payette (2018)

Visites de haut niveau du Mexique au Canada
- Président Adolfo López Mateos (1959)
- Président Luis Echeverría Álvarez (1973)
- Président José López Portillo (1980)
- Président Miguel de la Madrid Hurtado (1984)
- Président Ernesto Zedillo (1996, 1997, 1999)
- Président Vicente Fox (2001, 2005)
- Président Felipe Calderón (2007, Mai et Juin 2010)
- Président Enrique Peña Nieto (2016)
- Président Claudia Sheinbaum (2025)

## Accords bilatéraux
Les deux pays ont signé plusieurs accords bilatéraux tels qu'un Accord sur le transport aérien; Accord sur l'échange de courrier postal; Accord de coopération culturelle; Traité sur l'exécution des jugements répressifs; Accord de coopération environnementale; Accord de coopération touristique; Accord sur l'entraide judiciaire en matière de coopération en matière pénale; Traité d'extradition; Accord d'assistance mutuelle et de coopération dans les administrations douanières; Accord de coproduction cinématographique et audiovisuelle; Accord de coopération dans les domaines des musées et de l'archéologie; Accord de coopération pour les utilisations pacifiques de l'énergie nucléaire; Accord sur la sécurité sociale; Accord sur les services par satellite; Accord sur les lois sur la concurrence; et un Accord sur la prévention des doubles impositions et la prévention de l'évasion fiscale sur le revenu.

## Commerce
Vingt ans après l'ALENA, le Mexique est devenu le plus grand exportateur et importateur d'Amérique latine. Elle exporte plus de produits manufacturés que tous les autres pays d'Amérique latine réunis. Le pays reste fortement tributaire des exportations vers les États-Unis, mais il est sur la voie de la diversification. En 2018, le commerce bilatéral entre le Canada et le Mexique s'élevait à $22,8 milliards de dollars américains. Les principales exportations du Canada vers le Mexique comprennent: les semences; alliages d'aluminium; blé ; véhicule et pièces et accessoires de véhicule; carburant diesel et huile diesel et mélanges; marchandises pour l'assemblage ou la fabrication d'aéronefs et d'avions (entre autres). Les principales exportations du Mexique vers le Canada sont les suivantes : véhicules (passagers et transports); téléviseurs à écran plat; marchandises pour l'assemblage ou la fabrication d'aéronefs et de pièces; pièces de moteurs à pistons; tracteurs; électronique pour recevoir, convertir et transmettre la rétroaction vocale; et les avocats (entre autres).
En 2017, les entreprises canadiennes ont investi $2,7 milliards de dollars américains et sont le troisième investisseur étranger en importance au Mexique (derrière les États-Unis et l'Espagne). Les multinationales canadiennes telles que Banque Scotia, Bombardier, BlackBerry et Fairmont Hotels and Resorts opèrent au Mexique. Parallèlement, des multinationales mexicaines telles que Cemex et Grupo Bimbo opèrent au Canada. Diverses bières et tequila mexicaines sont vendues au Canada.

## Missions diplomatiques résidentes
| du Canada au Mexique - Mexico (Ambassade) - Monterrey (Consulat général) - Guadalajara (Consulat) - Cabo San Lucas (Agence consulaire) - Cancún (Agence consulaire) - Mazatlán (Agence consulaire) - Playa del Carmen (Agence consulaire) - Puerto Vallarta (Agence consulaire) | du Mexique au Canada - Ottawa (Ambassade) - Montréal (Consulat général) - Toronto (Consulat général) - Vancouver (Consulat général) - Calgary (Consulat) - Leamington (Consulat) |

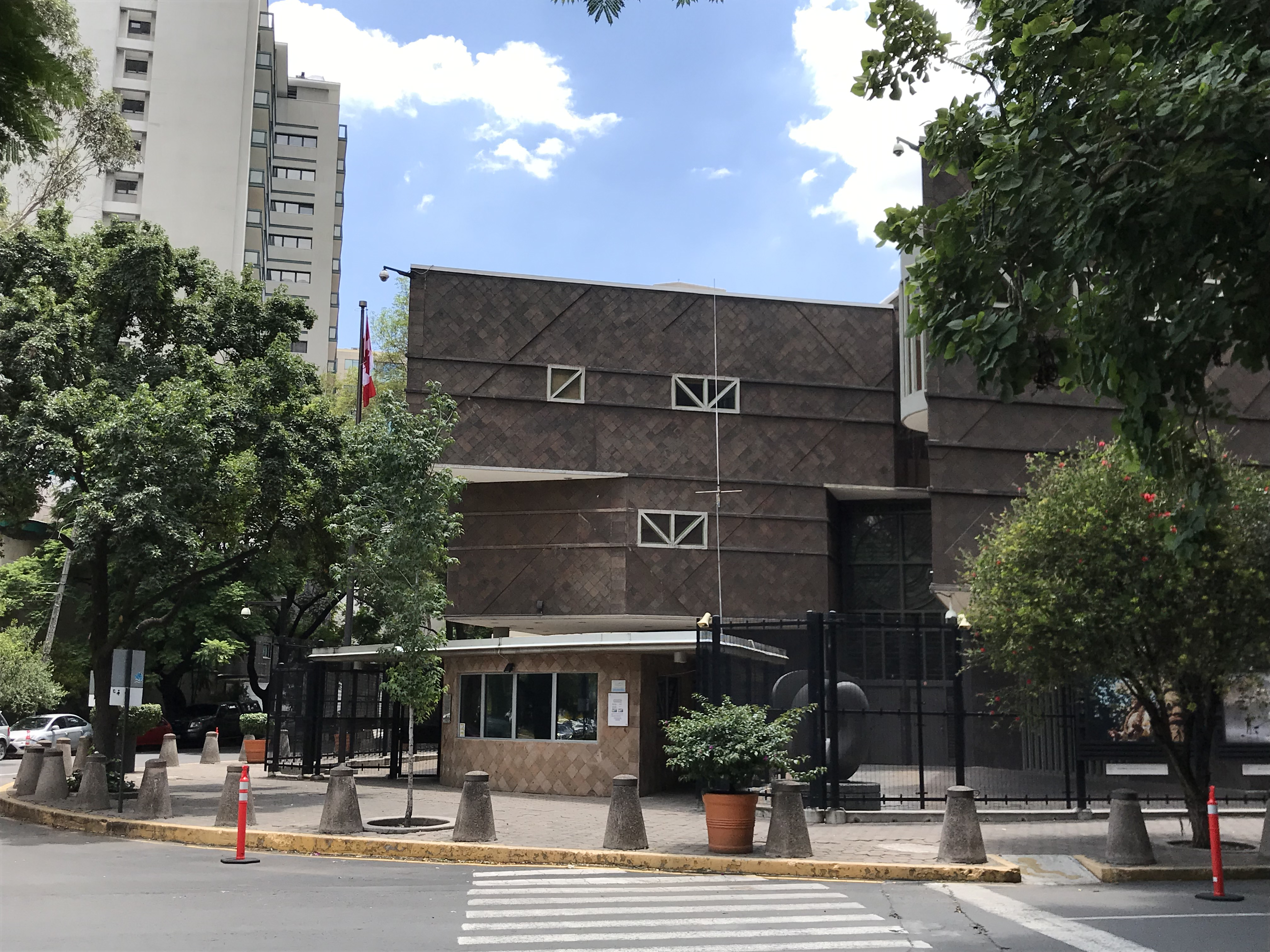
Ambassade du Canada à Mexico

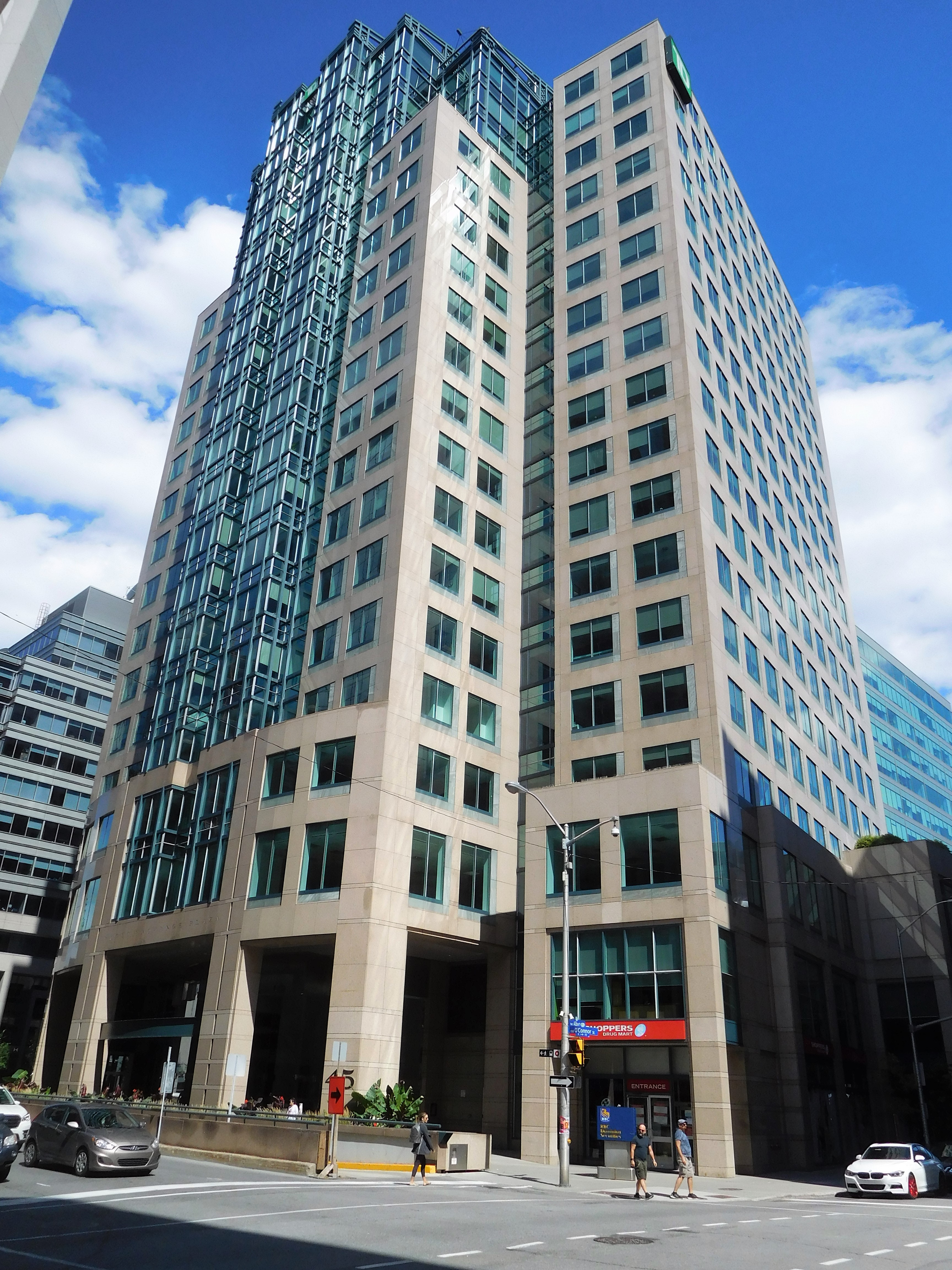
Immeuble accueillant l'Ambassade du Mexique à Ottawa
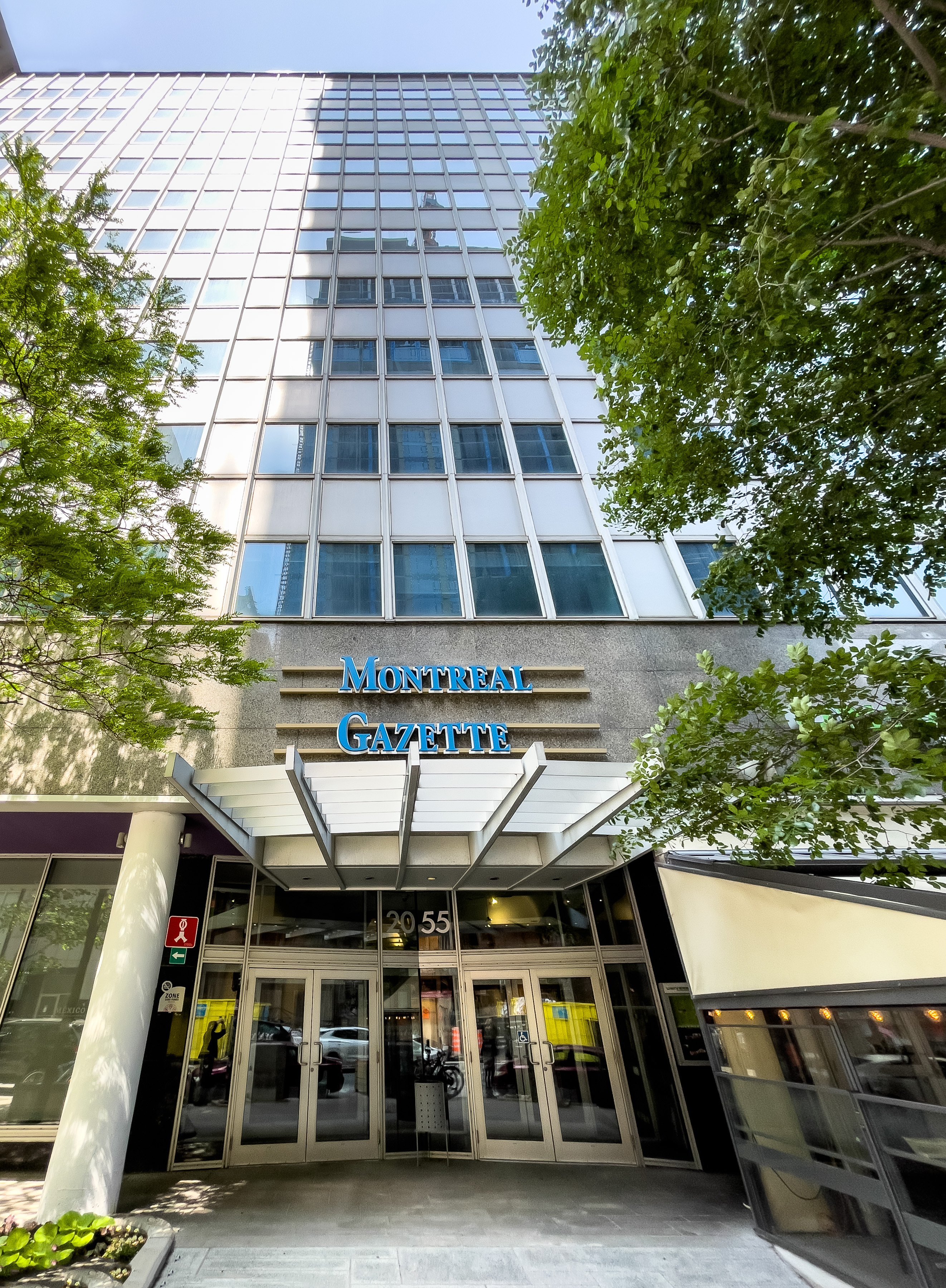
Immeuble accueillant le consulat général à Montréal
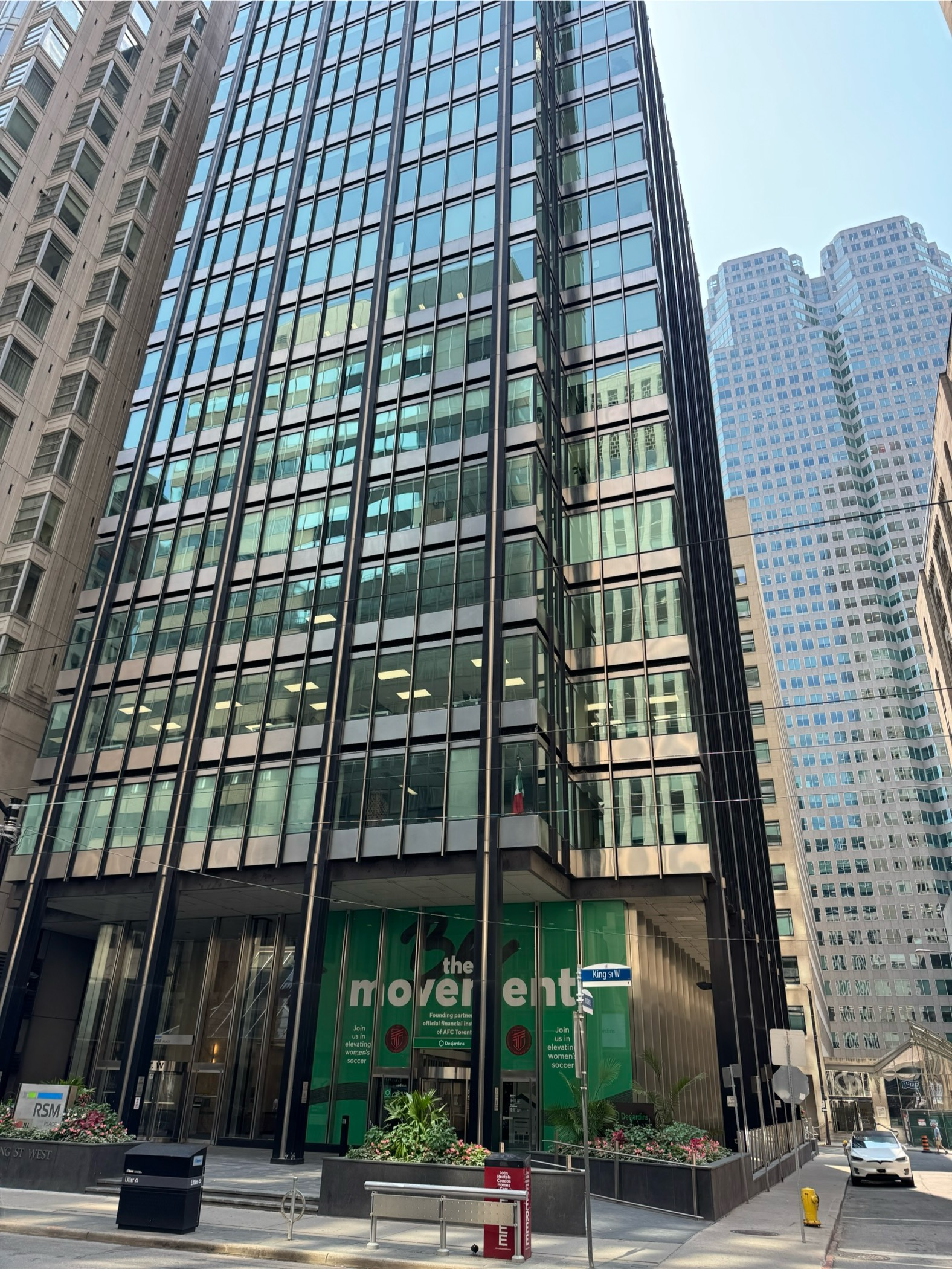
Immeuble accueillant le consulat général du Mexique à Toronto
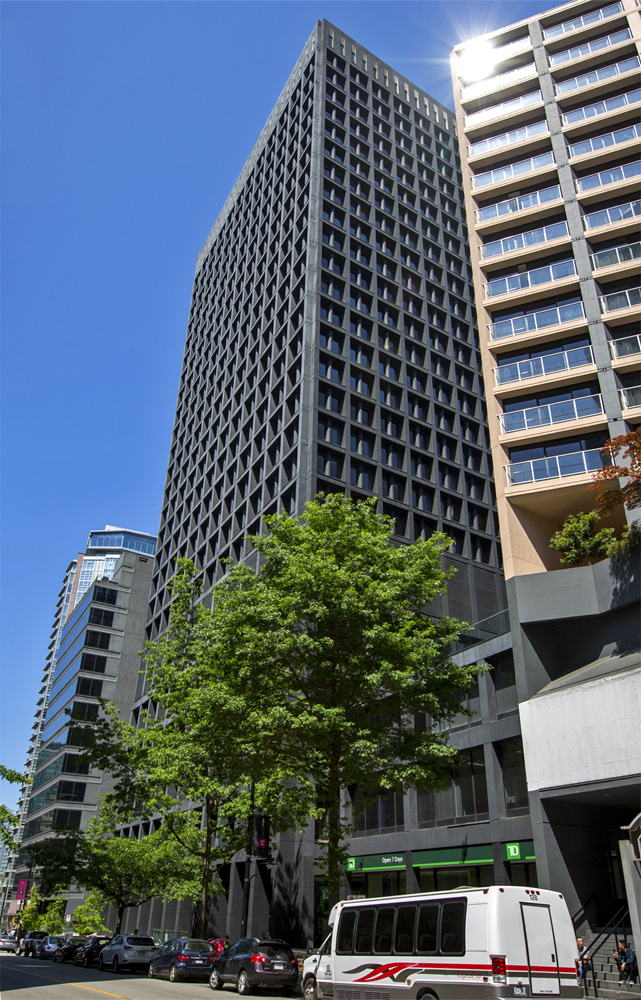
Immeuble accueillant le consulat général du Mexique à Vancouver